# القسم 8 (فلم)
القسم 8 هو فيلم دراما مغربي صدر سنة 2003، من إخراج جمال بلمجدوب، وبطولة كل من فاطمة خير، ورفيق بوبكر، وسعد التسولي، وعزيز حطاب. حظي الفيلم بشهرة كبيرة عند المشاهد المغربي.

## قصة الفيلم
على إثر خبر انتقال الأستاذة ليلى إلى الثانوية المجاورة لمحل سكنها، تنجح في مسعاها، لكن يخيب أملها لأنها تتولى التدريس في فصل رقم 8 المشهور بتلاميذه المشاغبين، الذين يعرضونها لمضايقات عديدة تصل إلى تهديد حياتها الشخصية.

## روابط خارجية
- «القسم 8» فتيل لإشعال الشغب!!
- الفيلم المغربي «القسم 8» على خطى مسرحية «مدرسة المشاغبين»